# Белорусская ассоциация «Конкурс»
Интеллектуальные соревнования«Конкурс» — организация, заявленной целью которой является популяризация знаний среди школьников, в области точных, естественных и гуманитарных наук различными средствами, в частности через организацию платных интеллектуальных конкурсов. Входит в ассоциацию «KANGOUROU SANS FRONTIERES» (KSF),  объединяющую организации, отвечающие за проведение Международных математических конкурсов «Кенгуру» в различных странах мира.
В Беларуси в конкурсах, организованных БА «Конкурс», ежегодно принимают участие более 700 тысяч школьников.
В частности, более 100 тысяч школьников принимают участие в математическом конкурсе «Кенгуру» , конкурсах по русскому языку и литературе («Журавлик») и белорусскому языку и литературе («Буслік»).

## Список конкурсов
- Международная математическая игра-конкурс «Кенгуру».
- Игра-конкурс по белорусскому языку и литературе «Буслік».
- Игра-конкурс по физике «Зубрёнок».
- Игра-конкурс по русскому языку и литературе «Журавлик».
- Межпредметная игра-конкурс «Пчёлка».
- Игра-конкурс по иностранным языкам «Лингвистёнок» (английский, немецкий, французский, испанский, китайский языки).
- Игра-конкурс по информатике «Инфомышка».
- Игра-конкурс по химии «Белка».
- Игра-конкурс по географии «Глобусёнок».
- Игра-конкурс по биологии «Синица».
- Игра-конкурс по физкультуре «Олимпионок».
- Игра-конкурс по истории «Кентаврик».

## Основные правила проведения
Интеллектуальные конкурсы ассоциации «Конкурс» проводятся по правилам популярного международного математического конкурса «Кенгуру». 
В отличие от олимпиад участниками данных конкурсов могут быть все желающие. При этом не проводится предварительный отбор и последующий отсев участников. 
Конкурсы проводятся в школах, лицеях, гимназиях, где обучаются участники, в один и тот же день, в одно и то же время. 
Независимо от результата каждый участник получает приз «для всех». Предусматривается дополнительное премирование участников, показавших лучшие результаты в своих учреждениях образования. 
Конкурсы платные. Участники конкурсов вносят организационные взносы, которые расходуются на проведение конкурса и поощрение участников и организаторов.